# Castello di Doorwerth

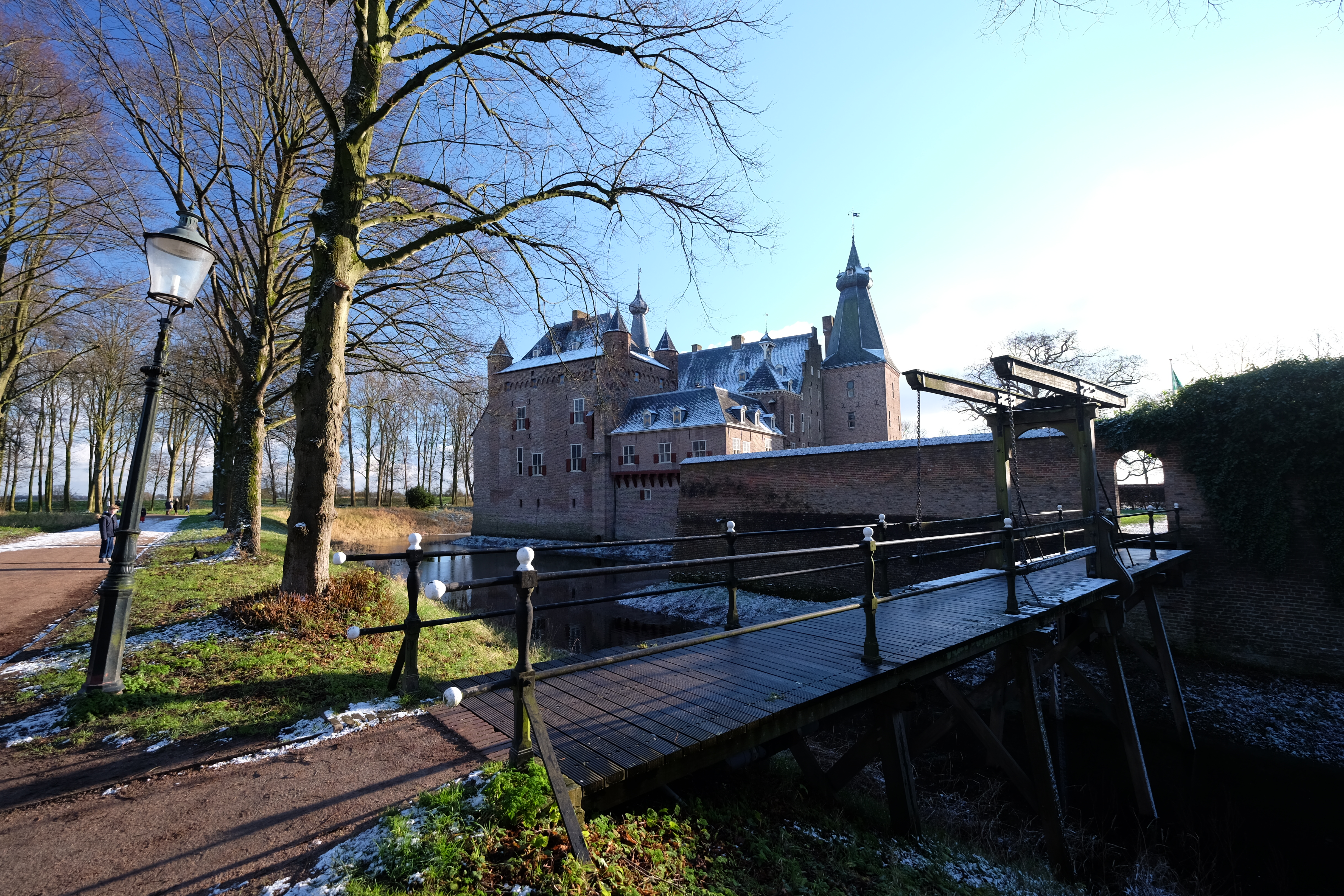
Veduta del castello di Doorwerth

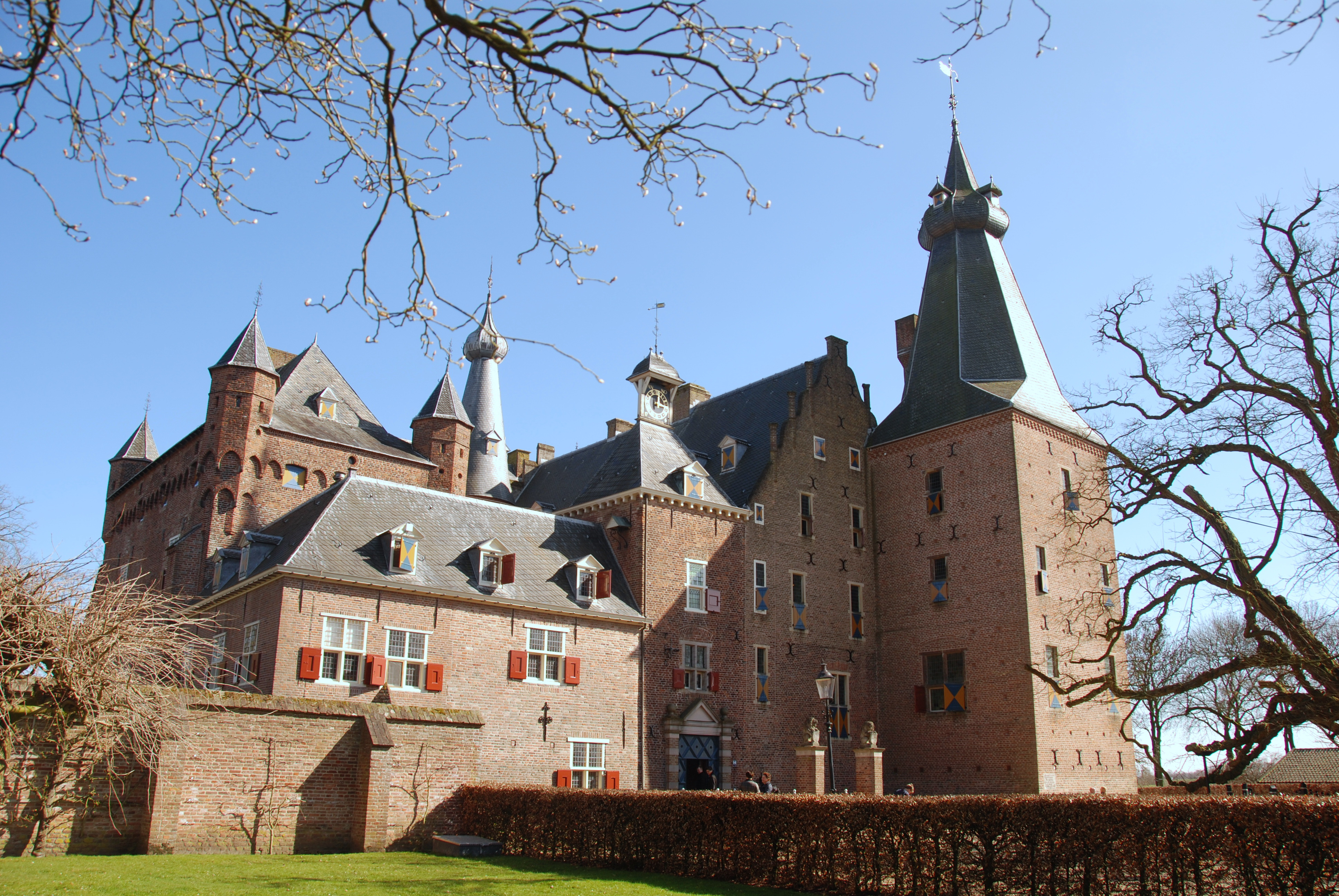
Facciata del castello di Doorwerth

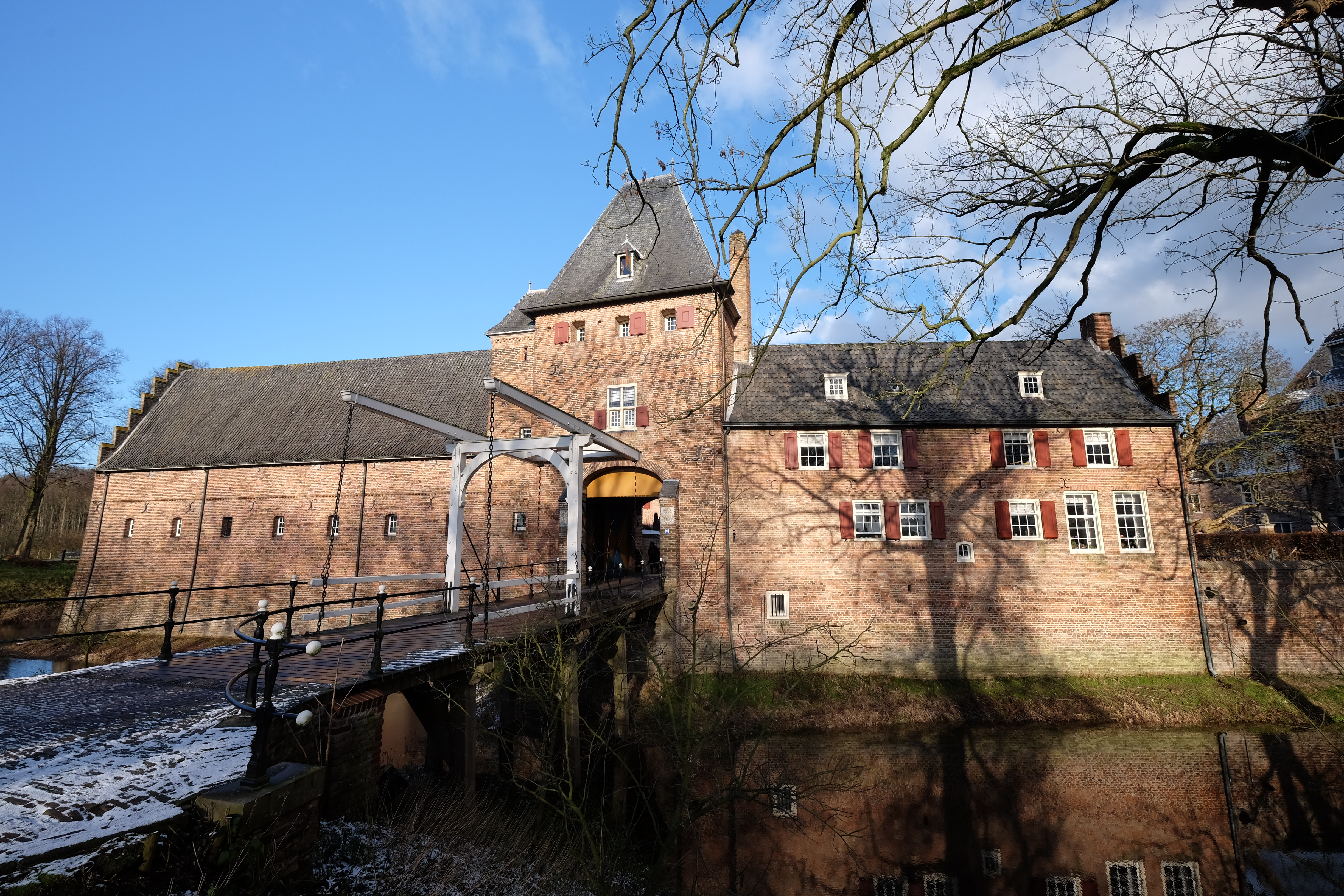
Ingresso del castello di Doorwerth

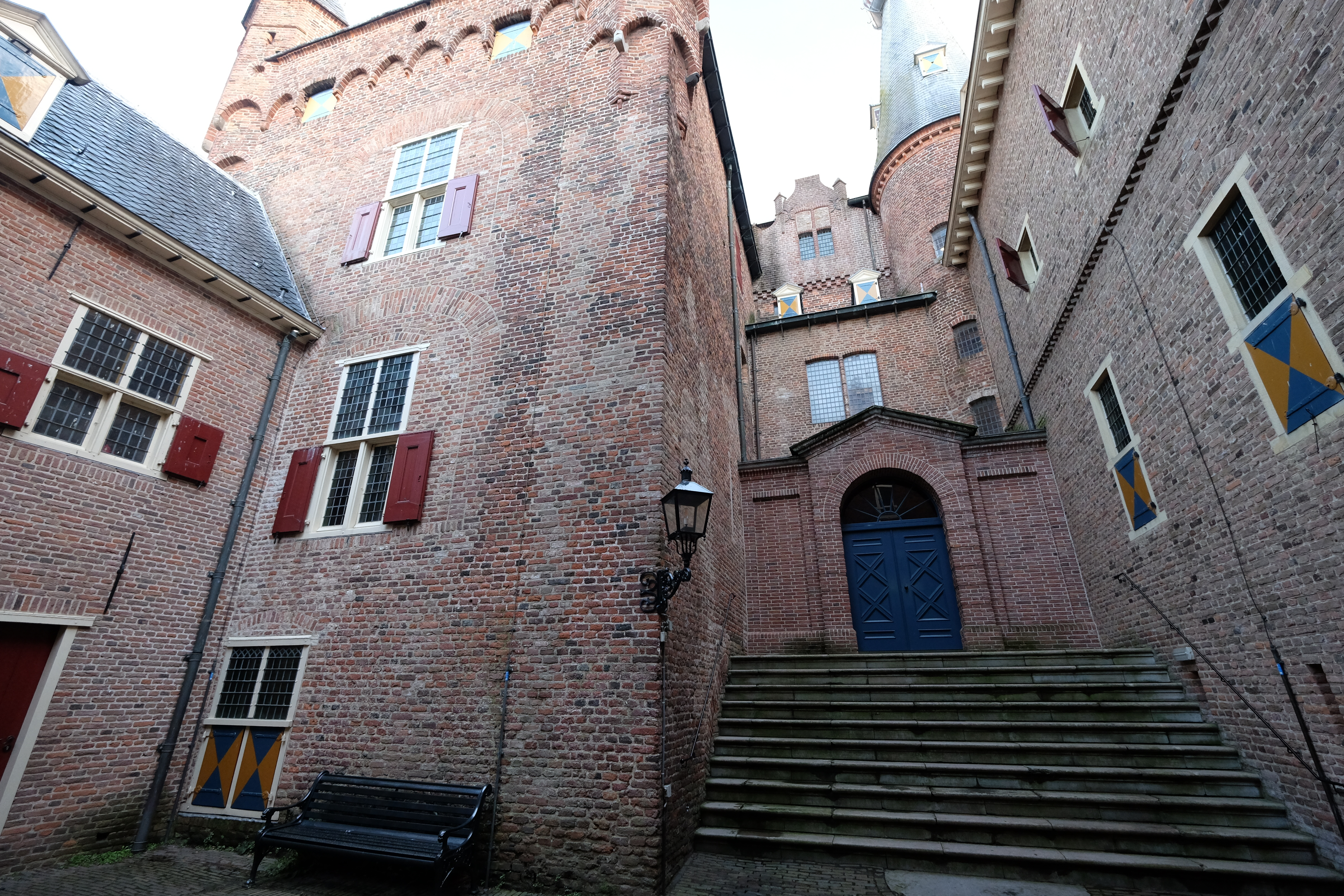
Un'ala del castello

Il castello di Dorwerth (in olandese: Kasteel Doorwerth) è un castello sull'acqua del villaggio olandese di Doorwerth (comune di Renkum), nella provincia della Gheldria, realizzato nella forma attuale nella metà del XVI secolo, ma le cui origini risalgono alla metà del XIII secolo.
L'edificio è classificato come rijksmonument nr. 32429.

## Storia
Il castello venne menzionato per la prima volta nel 1260. L'edificio fu realizzato per volere di Berend van Doorwenwerd, conte di Gheldria, e del vescovo di Utrecht.
Il castello originario, realizzato in legno, venne però distrutto in seguito ad un'insurrezione e fu quindi ricostuito nel 1280 per volere del figlio di Berend, Hendric. All'epoco il castello era circondato da mure spesse 1,2 metri.
In seguito, nel corso del XIV secolo, fu realizzata l'ala meridionale del castello.
Nel 1435, il castello divenne di proprietà di Reinald van Hoemoet. Il nuovo proprietario fece costruire una torre abitativa nell'ala settentrionale dell'edificio.
Nel 1558, il castello divenne di proprietà di Daem Schellart van Obbendorf (1530-1602) . Anche con il nuovo proprietario, fu intrapresa un'opera di rimodellamento dell'edificio: quest'opera riguardò in particolare l'ala meridionale dell'edificio, con la costruzione di una nuova torre e l'ampliamento della facciata.
Nel corso del XVII secolo, segnatamente nel 1643, fu realizzato per volere dell'allora proprietario Schellaert van Obbendorf, un giardino attorno al castello.
Nel 1677, il castello passò nelle mani di Anton I, conte di Aldenburg (1633-1681): gli Aldenburg frequentarono però raramente il castello, che cadde così in uno stato di abbandono. Tra i componenti della famiglia Aldenburg, figura anche una delle più famose abitanti del castello, ovvero Charlotte Sophie van Aldenburg Bentinck (1715-1800), che per un periodo fu la moglie di Guglielmo (Willem), conte di Bentinck..
Nel 1837, il castello fu acquistato da J.A.P., barone di Brakel, che fece intraprendere un'opera di ammodernamento dell'edificio
Nel 1909, il castello di Doorwerth venne posto sotto la tutela della fondazione "De Doorwerth", istituita per volere del generale Frederic Adolph Hoefer (fondatore anche del Nederlands Openluchtmuseum di Arnhem), in memoria del quale il 14 aprile 1930 venne posta una targa nel castello. All'opera di restauro parteciparono architetti quali Pierre Cuypers e Victor de Stuers  ; Hoefer fece aprire all'interno del castello anche un museo dell'artiglieria, in seguito trasferito ad Arnhem.
Nel 1944, durante la battaglia di Arnhem nel corso della seconda guerra mondiale, il castello di Doorwerth, subì, come gran parte del villaggio, seri danni.
Nel 1969, il castello venne posto sotto la tutela dell'associazione Vrienden der Geldersche Kasteelen  ("Amici dei castelli della Gheldria")  e nel 1983 fu completata la restaurazione che riportò il castello al suo aspetto originale. Nel frattempo, nel 1974, era stato inaugurato all'interno del castello il Museo olandese della caccia (Nederlandse Jachtmuseum).

## Leggende
Il castello di Doorwerth è stato legato a fenomeni di presunte apparizioni di fantasmi. Secondo la leggenda, si aggirerebbero nel castello anche le Witte Wieven.

## Nella cultura di massa

### Arte
- Il castello di Doorwerth è il soggetto di un dipinto olio su tela del pittore olandese Cornelis Kuypers (1864–1932)[11]